# 福島純夫
福島 純夫（ふくしま すみお）は、多摩大学大学院経営情報学研究科客員教授。

## 経歴
東京大学経済学部卒業。住友銀行パリ支店長、住友ファイナンスインターナショナル社長、大和証券SMBC専務取締役市場本部長、ゆうちょ銀行執行役副社長を歴任。専門は金融市場論。